# A Night at the Roxbury
A Night at the Roxbury, amerikansk film från 1998. Filmen bygger på en återkommande sketch i TV-programmet Saturday Night Live. I filmen spelar Ferrell och Kattan samma karaktärer som i SNL-sketcherna, bröderna Doug och Steve Butabi som båda tycker om att besöka nattklubbar.

## Handling
Steve och Doug blir påkörda av en TV-stjärna sedan de försökt muta sig in på nattklubben Roxbury. Eftersom TV-stjärnan är orolig för att bli stämd tar han med sig de båda in på Roxbury och presenterar dem för ägaren. Dagen efter söker de upp ägaren för att berätta om en idé till en ny klubb, men de blir utkastade. En tid senare blir de mycket förvånade när de upptäcker att ägaren har startat en nattklubb efter deras idé och gjort dem till delägare.

## Om filmen
Filmen är inspelad i Beverly Hills, West Hollywood, Encino, Hollywood, Los Angeles. 
Den hade världspremiär i USA den 1 oktober 1998 och svensk premiär den 19 november 1999, filmen är barntillåten.

## Rollista (i urval)
- Will Ferrell - Steve Butabi
- Chris Kattan - Doug Butabi
- Raquel Gardner - Hat Girl
- Viveca Paulin - Porsche Girl
- Paulette Braxton - Porsche Girl
- Michael Clarke Duncan - Security Guard
- Richard Francese - Security Guard
- Jennifer Coolidge - Hottie Police Officer